# Katamarany pasażerskie typu KP-2
Katamarany pasażerskie typu KP-2 – seria 10 katamaranów pasażerskich zbudowanych w latach 1979–1994 w Stoczni Wisła w Gdańsku.
Początkowo seria miała składać się z pięciu jednostek zamówionych przez Żeglugę Gdańską, które miały być dostarczone w latach 1980–1984. Kłopoty finansowe zamawiającego spowodowały ograniczenie początkowego zamówienia do trzech jednostek. Prawie ukończona czwarta jednostka pozostała w stoczni. W międzyczasie zainteresowanie wyrazili armatorzy ze Związku Radzieckiego, którzy zakupili trzy jednostki z przeznaczeniem na czarnomorskie szlaki wycieczkowe. Zamówienie przewidywało rozszerzenie kontraktu, które zaowocowało w kolejnych latach następnymi trzema statkami. Ostatecznie w 1994 ukończono też czwartą budowaną jednostkę i sprzedano ją do Nigerii.

## Dane techniczne[1]
- długość 37,9 m
- szerokość 11,8 m
- dwa silniki główne o mocy 570 KM
- prędkość 13 węzłów

## Jednostki[3][4][5][6][7][8]
| Symbol  | Numer IMO | Zdjęcie      | Ukończenie budowy | Obecna nazwa | Obecny armator                                             | Poprzednie nazwy                 |
| ------- | --------- | ------------ | ----------------- | ------------ | ---------------------------------------------------------- | -------------------------------- |
| KP-2/1  | 7909920   | MS Rubin     | 12.08.1980        | Rubin        | Żegluga Gdańska                                            | Szmaragd                         |
| KP-2/2  | 7911272   | MS Opal      | 10.06.1981        | Opal         | Żegluga Gdańska                                            |                                  |
| KP-2/3  | 7911284   | Сапфир       | 30.07.1982        | Сапфир       | osoba prywatna                                             | Szafir                           |
| KP-2/4  | 7911296   | Глобус       | 29.12.1983        | Глобус       | Instytut Biologii Morskiej Narodowej Akademii Nauk Ukrainy | Иверия                           |
| KP-2/5  | 7911301   | MS Onyx      | 29.09.1984        | Onyx         | Żegluga Gdańska                                            | Nefryt Ахтяр Ute                 |
| KP-2/6  | 8411097   | Хаджибей     | 24.06.1985        | Хаджибей     | Odesskyj MTP                                               | Хаджибей                         |
| KP-2/7  | 8418708   | MS Jantar    | 30.09.1986        | Jantar       | Kołobrzeska Żegluga Pasażerska                             | Аннон Лахт Лийви Лахт Liivi Laht |
| KP-2/8  | 8418710   | Дагомыс      | 30.11.1987        | Дагомыс      | Marinsierwis, Noworosyjsk                                  | Дагомыс                          |
| KP-2/9  | 8805949   |              | 30.04.1988        | Agat         | Żegluga Gdańska                                            | Геленджик                        |
| KP-2/10 | 8812019   | brak zdjęcia | 01.1994/1999      | Cambi Bolong |                                                            | Rubin Odoragushin                |